# Tolimán (volcan)
Pour les articles homonymes, voir Toliman.
Le Tolimán est un stratovolcan du Guatemala.